# 立陶宛國民大會
立陶宛國民大會是1917年9月18日至9月23日，由20名來自不同年齡、社會地位、職業和政治背景人士在經維爾紐斯會議組成的議會，1918年7月11日以後則改組為立陶宛國務院。最初立陶宛國民大會其獲授權得以成為統管立陶宛人民的行政機關，並且以此為基礎建立獨立的國家立陶宛。1918年2月16日，立陶宛國民大會成員簽署《立陶宛獨立法案》並且將這天作為立陶宛國慶日，宣布立陶宛基於民主原則而獨立成主權國家。儘管1918年秋季至1919年春季德意志國防軍進駐立陶宛地區，然而立陶宛國民大會仍不斷從事獨立相關工作。之後除了擴大組織規模外，並且持續進行宣傳工作並直到1920年5月15日召開立陶宛制憲大會第一次會議為止。